# Grupos de combate de la Unión Europea
Los Grupos de combate de la Unión Europea es un proyecto enmarcado en el contexto de la Política Europea de Seguridad y Defensa que pretende la creación de varias unidades de despliegue rápido para intervenciones internacionales y misiones próximas a un escenario de guerra. De forma confusa estos grupos de combate van a desarrollarse más rápidamente que la Fuerza de Reacción Rápida Europea.
Se considera un grupo de combate la unidad militar autosuficiente más pequeña que puede desplegarse y mantenerse en un teatro de operaciones. Cada grupo de combate se compondrá de 1.500 soldados más apoyos. Se desea que cada grupo de combate pueda estar preparado para entrar en acción en 10 días desde la orden y en el teatro de operaciones en 15 días. Debe ser sostenible al menos durante 30 días, que pueden extenderse a 120 días con rotación. 

## Grupos de combate
Los Estados grandes normalmente contribuirán con sus propios grupos de combate, mientras que los más pequeños tienen previsto crear grupos comunes. Los quince grupos de batalla planeados se compondrán de tropas de las siguientes nacionalidades:
- Grupo de combate Nórdico — Suecia, Finlandia, Estonia y Noruega[1]
- Francia
- Francia, Alemania, Bélgica, Luxemburgo y España
- Francia y Bélgica
- Alemania, los Países Bajos y Finlandia
- Alemania, República Checa y Austria
- República Checa y Eslovaquia[2]
- Polonia, Alemania, Eslovaquia, Letonia y Lituania
- Italia
- Grupo de combate Anfibio Hispano-italiano — Italia, España, Grecia y Portugal
- Italia, Hungría y Eslovenia
- España
- Grupo de combate Balcánico — Grecia, Bulgaria, Chipre y Rumanía[3]

Los siguientes países han ofrecido también apoyo a los Grupos de Combate de la UE:
- Chipre (grupo médico)
- Lituania (una unidad para la purificación del agua)
- Grecia (Athens Sealift Co-ordination Centre)
- Francia (estructura para los cuarteles generales multinacionales y desplegables)

## Sistema de despliegue
Desde el 1 de enero de 2005, los grupos de combate alcanzaron la capacidad operativa inicial: Siempre había un mínimo de un grupo de batalla en modo de espera cada 6 meses. El Reino Unido y Francia tuvieron cada uno un grupo de batalla operacional para la primera mitad de 2005, e Italia para la segunda mitad. En la primera mitad de 2006, un grupo de batalla franco-alemán y el grupo de combate Anfibio Hispano-italiano operaron simultáneamente. En la segunda mitad de ese año solo operaba un grupo de batalla compuesto por Francia, Alemania y Bélgica
El 1 de enero de 2007 se alcanzó la capacidad operativa plena, lo que significa que la Unión podría emprender simultáneamente dos operaciones del tamaño de un grupo de combate o desplegarlas simultáneamente en el mismo campo. Los grupos de batalla siguen cambiándose cada 6 meses, la lista a partir de 2007 es la siguiente:
| Periodo | Periodo | Grupo de combate                                 | Estado base     | Otros participantes                                                               | Cuartel General   | Tamaño    |
| ------- | ------- | ------------------------------------------------ | --------------- | --------------------------------------------------------------------------------- | ----------------- | --------- |
| 2005    | Ene–Jun | Grupo de combate Francés                         | Francia         | —                                                                                 | París             | —         |
| 2005    | Ene–Jun | Grupo de combate Británico                       | Reino Unido     | —                                                                                 | Londres           | —         |
| 2005    | Jul–Dic | Grupo de combate Italiano                        | Italia          | —                                                                                 | Roma              |           |
| 2005    | Jul–Dic | Vacante                                          | —               | —                                                                                 | —                 | —         |
| 2006    | Ene–Jun | Grupo de combate Franco-alemán                   | Francia         | Alemania                                                                          | París             | —         |
| 2006    | Ene–Jun | Grupo de combate Anfibio Hispano-italiano        | Italia          | España, Grecia y Portugal                                                         | Roma              | 1500      |
| 2006    | Jul–Dic | Grupo de combate Franco-alemán-belga             | Francia         | Alemania y Bélgica                                                                | París             | —         |
| 2006    | Jul–Dic | Vacante                                          | —               | —                                                                                 | —                 |           |
| 2007    | Ene–Jun | Grupo de combate Franco-belga                    | Francia         | Bélgica                                                                           | París             | —         |
| 2007    | Ene–Jun | Grupo de combate 107                             | Alemania        | Holanda y Finlandia                                                               | Potsdam           | 1720      |
| 2007    | Jul–Dic | Fuerza Terrestre Multinacional                   | Italia          | Hungría y Eslovenia                                                               | Údine             | 1500      |
| 2007    | Jul–Dic | Grupo de combate Balcánico                       | Grecia          | Bulgaria, Rumanía y Chipre                                                        | Larissa           | 1500      |
| 2008    | Ene–Jun | Grupo de combate Nórdico                         | Suecia          | Estonia, Letonia, Lituania, Finlandia, Irlanda y Noruega                          | Enköping          | 1500      |
| 2008    | Ene–Jun | Grupo de combate guiado por españoles            | España          | Alemania, Francia y Portugal                                                      | —                 | —         |
| 2008    | Jul–Dic | Grupo de combate Franco-alemán                   | Francia         | Alemania                                                                          | París             | —         |
| 2008    | Jul–Dic | Grupo de combate Británico                       | Reino Unido     | —                                                                                 | Londres           | —         |
| 2009    | Ene–Jun | Grupo de combate Anfibio Hispano-italiano        | Italia          | España, Grecia y Portugal                                                         | Roma              | 1500      |
| 2009    | Ene–Jun | Grupo de combate Balcánico                       | Grecia          | Bulgaria, Rumanía y Chipre                                                        | –                 | 1500      |
| 2009    | Jul–Dic | Grupo de combate Checoslovaco                    | República Checa | Eslovaquia                                                                        | —                 | 2500      |
| 2009    | Jul–Dic | Grupo de combate guiado por belgas               | Bélgica         | Luxemburgo y Francia                                                              | —                 | —         |
| 2010    | Ene–Jun | Grupo de Combate I-2010                          | Polonia         | Alemania, Eslovaquia, Letonia y Lituania                                          | Międzyrzecz       | —         |
| 2010    | Ene–Jun | Grupo de combate Britano-holandés                | Reino Unido     | Holanda                                                                           | Londres           | 1500      |
| 2010    | Jul–Dic | Grupo de combate Italo-rumano-turco              | Italia          | Rumanía y Turquía                                                                 | Roma              | –         |
| 2010    | Jul–Dic | España, Francia y Portugal                       | España          | Francia y Portugal                                                                | —                 | —         |
| 2011    | Ene–Jun | Grupo de combate 107 (EUBG 2011/1)               | Holanda         | Alemania, Finlandia, Austria y Lituania                                           | —                 | c. 2350   |
| 2011    | Ene–Jun | Grupo de combate Nórdico (NBG11)                 | Suecia          | Estonia, Finlandia, Irlanda, Noruega                                              | Enköping          | 1500      |
| 2011    | Jul–Dic | Eurofor (Eurofor EUBG 2011-2)                    | Portugal        | España, Italia, Francia                                                           | Florencia         | —         |
| 2011    | Jul–Dic | Grupo de combate Balcánico                       | Grecia          | Bulgaria, Rumanía, Chipre y Ucrania                                               | Larissa           | 1500      |
| 2012    | Ene–Jun | Grupo de combate Franco-belga-luxemburgués       | Francia         | Bélgica y Luxemburgo                                                              | Mont-Valérien     |           |
| 2012    | Ene–Jun | Vacante                                          | —               | —                                                                                 | —                 |           |
| 2012    | Jul–Dic | Fuerza Terrestre Multinacional                   | Italia          | Hungría y Eslovenia.                                                              | Údine             | —         |
| 2012    | Jul–Dic | Grupo de combate austro-checo-alemán             | Alemania        | Austria, República Checa, Croacia, Macedonia e Irlanda                            | Ulm               | —         |
| 2013    | Ene–Jun | Grupo de combate Weimar (EU BG I/2013)           | Polonia         | Alemania y Francia                                                                | Międzyrzecz       | —         |
| 2013    | Ene–Jun | Bélgica, Luxemburgo                              | Bélgica         | Luxemburgo, Francia[cita requerida]                                               | —                 | —         |
| 2013    | Jul–Dic | Grupo de combate 42                              | Reino Unido     | Lituania, Letonia Suecia y Holanda                                                | Londres           | —         |
| 2013    | Jul–Dic | Bélgica                                          | Bélgica         | —                                                                                 | —                 | —         |
| 2014    | Ene-Jun | Grupo de combate Balcánico                       | Grecia          | Bulgaria, Rumanía, Chipre y Ucrania                                               | —                 | —         |
| 2014    | Ene-Jun | Suecia                                           | Suecia          | Finlandia[cita requerida]                                                         |                   |           |
| 2014    | Jul–Dic | EUBG 2014 II                                     | Bélgica         | Alemania, Luxemburgo, España, Holanda y Macedonia                                 | —                 | 2500–3700 |
| 2014    | Jul–Dic | Grupo de combate Anfibio Hispano-italiano        | España          | Italia                                                                            | —                 | —         |
| 2015    | Ene–Jun | Grupo de combate Nórdico (NBG15)                 | Suecia          | Noruega, Finlandia, Estonia, Letonia, Lituania e Irlanda                          | Francia           | —         |
| 2015    | Ene–Jun | Vacante                                          | —               | —                                                                                 | —                 | —         |
| 2015    | Jul–Dic | Francia                                          | Francia         | —                                                                                 | —                 | —         |
| 2015    | Jul–Dic | Vacante                                          | —               | —                                                                                 | —                 | —         |
| 2016    | Ene–Jun | Grupo de combate Visegrád                        | Polonia         | Hungría, República Checa, Eslovaquia y Ucrania                                    | Cracovia, Polonia | 3700      |
| 2016    | Ene–Jun | Grupo de combate Balcánico                       | Grecia          | Bulgaria, Rumanía, Chipre y Ucrania                                               | Larissa, Grecia   | 1500      |
| 2016    | Jul–Dic | Grupo de combate Austro-checo-alemán             | Austria         | Alemania, Bélgica, República Checa, Irlanda, Luxemburgo y Croacia                 | —                 | 1500–2500 |
| 2016    | Jul–Dic | Grupo de combate britano-irlandés                | Reino Unido     | Irlanda                                                                           | Londres           | —         |
| 2017    | Ene–Jun | Italia, Austria, Croacia, Hungría y Eslovenia    | Italia          | Austria, Croacia, Hungría y Eslovenia                                             | —                 | —         |
| 2017    | Ene–Jun | Grupo de combate Franco-belga                    | —               | —                                                                                 | —                 | —         |
| 2017    | Jul–Dic | Grupo de combate Package                         | España          | Portugal e Italia                                                                 | Bétera, España    | 2500      |
| 2017    | Jul–Dic | Vacante                                          | —               | —                                                                                 | —                 | —         |
| 2018    | Ene–Jun | Grupo de combate Balcánico                       | Grecia          | Bulgaria, Rumanía, Chipre y Ucrania                                               | Larissa, Grecia   | 1500      |
| 2018    | Ene–Jun | Holanda, Austria, Bélgica y Luxemburgo           | Holanda         | Austria, Bélgica y Luxemburgo                                                     |                   |           |
| 2018    | Jul–Dic | Holanda, Austria, Bélgica, Alemania y Luxemburgo | Holanda         | Austria, Bélgica, Alemania y Luxemburgo                                           |                   |           |
| 2018    | Jul–Dic | Vacante                                          |                 |                                                                                   |                   |           |
| 2019    | Ene–Jun | Grupo de combate Español                         | España          |                                                                                   |                   |           |
| 2019    | Ene–Jun | Grupo de combate Franco-Belga                    | Francia         |                                                                                   |                   |           |
| 2019    | Jul–Dic | Grupo de combate Visegrád                        | Polonia         | Hungría, República Checa y Eslovaquia                                             | —                 | —         |
| 2019    | Jul–Dic | Grupo de combate Francés                         | Francia         |                                                                                   |                   |           |
| 2020    | Ene–Jun | Grupo de combate Balcánico                       | Grecia          | Bulgaria, Rumanía, Chipre, Ucrania y Serbia                                       | Larissa, Grecia   | 1500      |
| 2020    | Ene–Jun | Vacante                                          | —               | —                                                                                 | —                 | —         |
| 2020    | Jul–Dic | Grupo de combate germano-checo-austriaco         | Alemania        | Austria, Rep. Checa, Croacia, Finlandia, Irlanda, Lituania, Países Bajos y Suecia | —                 | —         |
| 2020    | Jul–Dic | Grupo de combate Italiano                        | Italia          | Grecia, España                                                                    | —                 | —         |

Hay planes futuros para extender el concepto de los grupos d combate a las fuerzas aéreas y marítimas, aunque se planean formar grupos rápidos de juntar que se mantengan en espera en vez de grupos que hagan y disuelvan por periodos como los de las fuerzas terrestres.